# 北日本病害虫研究会
北日本病害虫研究会（きたにほんびょうがいちゅうけんきゅうかい、英語: The Society Of Plant Protection Of North Japan (Soc. Plant Prot. North Japan)）は、日本の学術研究団体の一つ。

## 概要
1951年1月26日設立。学術研究団体としての種別は単独学会。
農学を学術研究領域とし、病害虫防除ならびに農薬に関する知識の向上および普及を図り北日本の農業の発展に寄与することを目的としている。

## 沿革
- 1951年 - 北日本病害虫研究会設立。

## 刊行物

### 北日本病害虫研究会報
- 誌名（和文）：北日本病害虫研究会報
- 誌名（欧文）：Annual Report of the Society of Plant Protection of North Japan
- 創刊年：1951
- 資料種別：ジャーナル（査読付き論文を含む）
- 使用言語：日本語（英文抄録あり）
- 発行形態：印刷体
- 著作権帰属先：学会
- クリエイティブコモンズ：定めていない
- 購読：有料